# Michael Cohrs

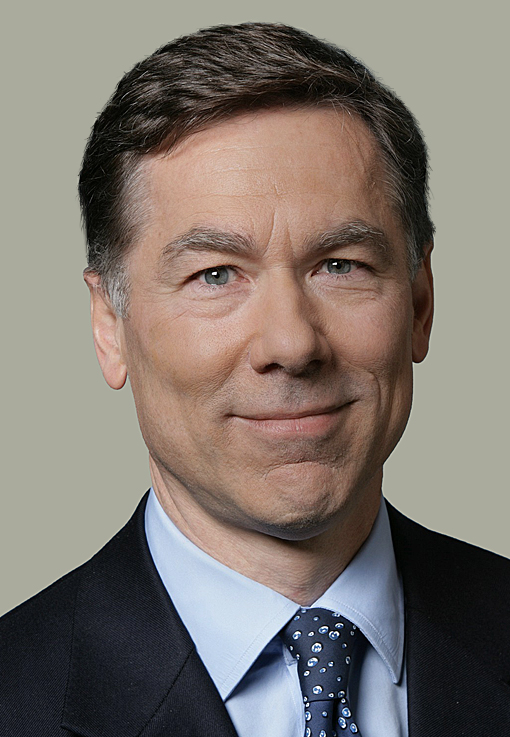
Michael Cohrs

Michael Cohrs (* 1956 in Midland, Michigan) ist ein amerikanischer Bankier und war von 2009 bis September 2010 Mitglied des Vorstands der Deutschen Bank.
Cohrs erwarb 1979 den B.A. am Harvard College und den M.B.A. an der Harvard Business School im Jahr 1981. Anschließend begann er seine berufliche Laufbahn bei Goldman Sachs in New York. Im Jahr 1989 wurde er nach London entsandt. Dort wechselte er im Jahr 1991 als Direktor zu S. G. Warburg & Co.  Nachdem sein Unternehmen 1995 vom Schweizerischen Bankverein übernommen worden war, trat er im selben Jahr bei der Deutschen Bank ein, wo er eine führende Rolle beim Ausbau der Position einer international führenden Investmentbank spielte.
Als Leiter des Unternehmensbereichs Global Banking ist er im Vorstand der Bank für die Geschäftsbereiche Corporate Finance (Projekt- und Immobilienfinanzierungen, die Beratung bei Fusionen und Unternehmenskäufen sowie die entsprechenden Finanzierungen für Großunternehmen) sowie Global Transaction Banking (Dienstleistungen im Wertpapierhandel nicht nur für die eigene Abwicklung, sondern vor allem auch für externe Kunden) zuständig. Sein Dienstsitz ist London. Im Juni 2010 wurde bekannt, dass Michael Cohrs sich zur Ruhe setzen wird und sein Unternehmensbereich mit dem von Anshu Jain zusammengeführt wird und letzterer die Führung übernehmen wird.
Im November 2009 übernahm Cohrs eine Lehrtätigkeit an der Universität Peking. Im Jahr 2011 wurde er Mitglied des Board of Directors der Bank of England und im Januar 2012 wurde er zum Fellow an der Universität Cambridge ernannt.